# 레드 던 (2012년 영화)
《레드 던》(영어: Red Dawn)은 2012년의 미국 액션 영화로 감독은 댄 브래들리이며 각본은 제레미 패스모어와 칼 엘스워스가 맡았으며, 원작은 1984년에 나온 동명의 영화이다. 영화의 주연은 크리스 헴스워스, 조시 펙, 조시 허처슨, 에이드리언 팰리키, 이저벨 루커스, 그리고 제프리 딘 모건 등이 맡았다. 영화는 북한군의 침공으로부터 자신들의 고향을 지키는 젊은이들의 집단에 중심을 두고 있다.
리메이크 제작은 2008년 5월에 발표되었고, 2009년 9월부터 제작에 들어갔다. 영화는 본래 2010년 11월 24일에 개봉할 예정이었으나, 메트로 골드윈 메이어 사가 파산 위기를 겪으면서 보류되었다. 침략군은 후반 작업 중에 중국에서 북한으로 교체되었다. 필름디스트릭트 사가 2011년 9월에 미국 개봉권을 확보하고, 2012년 11월 21일로 개봉일을 잡았다.

## 서두
"워싱턴주, 스포캔 시는 외국 침략군의 첫 번째 표적이 된다. 적의 점령 아래, 도시의 시민들은 포로로 붙잡히게 된다. 자신들을 '울버린즈'라고 칭하는 젊은 남녀들은 (자신들의 고등학교 마스코트에서 따온 이름), 숲 속에 모여 집결한다. 그 곳에서 그들은 자신들의 고향마을을 해방시키기 위해 훈련하며 게릴라전 부대를 조직한다."

## 출연진
- 크리스 헴스워스: 제드 에커트
- 조시 펙: 멧 에커트
- 조시 허처슨: 로버트
- 에이드리언 팰리키: 토니
- 이저벨 루커스: 에리카
- 코너 크루즈: 대릴 젠킨스
- 제프리 딘 모건: 앤디 태너 중령
- 에드윈 호지: 대니
- 앨리사 디아즈: 줄리
- 브렛 컬런: 톰 에커트
- 마이클 비치: 젠킨스 시장
- 윌윤 리: 로 대위
- 맷 제랄드: 호지스
- 케네스 최: 스미스

## 제작과정
2008년, 칸 영화제에서, 메트로 골드윈 메이어(MGM)의 해리 슬론과 메리 패런트는 레드 던의 리메이크가 사전 기획 및 제작의 초기단계에 있으며, 리메이크판의 감독은 본 얼티메이텀 (영화), 스파이더맨 3, 인디펜던스 데이, 그리고 007 퀀텀 오브 솔러스 등의 영화에서 제2 제작진 감독 및 스턴트 조율감독 등을 맡아온 댄 브래들리가 맡을 예정이라고 발표했다. MGM은 이어서 레드 던을 다시 만들면서 "9/11 이후 우리가 사는 세상에 대해 명심할 것이다"라고 발표했다. 이후 같은 달, MGM에서 댄 브래들리가 감독으로 확정되었고, 레드 아이와 디스터비아의 각본가인 칼 엘스워스가 새롭게 갱신된 각본을 쓸 거라고 발표했다. 엘스워스는 제레미 패스모어가 쓴 줄거리를 바탕으로 작업할거라고 했다. 빈센트 뉴먼 (2003년 영화디아블로의 프로듀서들 중 한명)은 프로듀서를 맡을거라고 발표됐다. 호주인 크리스 헴스워스가 주인공으로 선발됐으며, 조시 펙, 에이드리언 팰리키, 조시 허처슨, 이저벨 루커스, 에드윈 호지, 그리고 코너 크루즈 등도 선발되었다.
주요촬영은 2009년 9월, 미시간주, 마운트 클레멘즈 시에서 시작되었다. 세트 장에서 촬영된 사진에 따르면, 영화 속 팜플렛, 포스터, 그리고 현수막에 8월 1일 별 등 중국 인민해방군의 상징들이 새겨져 있었다. 포스터에는 중국의 지배에 대한 지지를 얻을려는 목적으로 "여러분의 평판을 다시 세워드리겠습니다", "여러분의 경제를 되살려드리겠습니다", 그리고 "기업 부패와 싸우겠습니다" 등의 슬로건들이 적혀있었다.
2010년 6월, MGM 사가 파산 위기를 겪으면서 영화 개봉이 연기되었다. 연기되는 와중에, 웹사이트 The Awl에서 유출된 대본으로 중국에서 논란이 커졌다. 영화는 중국의 주요 국영신문 중 하나인 글로벌 타임즈에서 날카로운 비판을 받았는데, 당시 헤드라인으로 "미국이 중국을 악마로 만들기 위해 냉전시대 영화 재촬영"과 "미국 영화가 중국에 대한 적대감을 심는다" 등이 쓰였다. 기사들 중에는 "중국은 미국과 여전히 불신과 공포를 느낄 수 있으며, 특히 사람들끼리는 더욱 그렇다. 미국인들의 중국에 대한 의심은 매들에게 공포와 의혹을 뿌리는데 있어 최적의 땅이며, 영화 레드 던에 대해 가장 우려되는 점이다"라는 내용이 있었다.
2011년 1월, 첫 번째 출연진 사진이 공개됨과 함께 MGM의 구주조정이 끝나면 영화를 개봉할 것이라는 뉴스가 나왔다. 레드 던은 MGM이 이미 완성시킨 3가지 계획 중 하나로 2011년에 개봉할 예정이었다.
2011년 3월, 로스앤젤레스 타임스에서 MGM이 수익성이 좋은 중국 극장 시장으로의 진입로를 유지하기 위해 레드 던 리메이크판의 악역을 중국에서 북한으로 바꾸기로 했다고 보도했다. 전해진 바에 따르면 변경에 따른 비용은 100만 달러 미만이며, 또한 줄거리에서 가공 상의 배경을 요약해 설명하는 오프닝 장면을 바꾸고, 두 장면을 재편집하며, 디지털 기술을 이용해 수많은 중국 상징을 북한의 것으로 바꾸었다. 영화의 프로듀서인 트립 빈슨은 "저희는 처음에는 그 어떤 변경도 망설여 했습니다, 그러나 심사숙고해본 뒤 저희는 보다 두렵고, 보다 깔끔하며, 그리고 더욱 위험한 "레드 던"을 만들었으며 저희는 이게 영화를 발전시켰을거라 믿습니다"라고 밝혔다.

## 개봉
2011년 9월, 보도에 따르면 MGM은 독립 스튜디오인 필름디스트릭트가 영화를 2012년 11월 2일에 미국에서 배급하는 걸로 협약을 마무리 중이라고 했다. 2011년 12월, 필름디스트릭트는 오픈 로드 필름즈 사를 통해 2012년에 배급할 영화에 레드 던도 포함시키며 협약을 마무리지었다.
2012년 9월, 레드 던 리메이크판이 2012년 9월 27일, 오스틴의 알라모 드래프트하우스 시네마에서 판타스틱 페스트 영화 페스티벌의 폐막작으로 개봉할 것이라고 발표되었다.